# قلعه مرازاد
قلعه مرازاد مربوط به دوره اشکانیان - دوره ساسانیان است و در شهرستان جلفا، بخش مرکزی، روستای مرازاد واقع شده و این اثر در تاریخ ۱۰ خرداد ۱۳۸۲ با شمارهٔ ثبت ۸۷۵۲ به‌عنوان یکی از آثار ملی ایران به ثبت رسیده‌است.